# Джеймс Кілліан
Джеймс Кілліан (англ. James Rhine Killian; нар. 24 липня 1904, Блексбург, Південна Кароліна — пом. 29 січня 1988, Кембридж, Массачусетс) — американський вчений.

## З біографії
Закінчив Массачусетський технологічний інститут (бакалавр менеджменту, 1926).
У 1948–1959 роках президент  МІТ.
У 1957-1959 роках перший директор Науково-консультативного комітету президента.
У 1956–1963 роках голова Ради президента США із зовнішньої розвідки.

## Нагороди
- Вашингтонівська премія (1959)
- Премія Марконі (1975)
- Нагорода Сильванус Тайера (1978)

## Цікаво
У Бостоні на території Массачусетського технологічного інституту 5 червня 1957 року була закладена капсула з листом до тих, хто житиме у 2957-му. Послання закопали в землю президент МТІ Джеймс Кілліан та професор в галузі електромеханіки Гарольд Еджертон.